# Condado de Washington (Texas)
O condado de Washington é um dos 254 condados do estado americano de Texas. A sede do condado é Brenham, sendo esta também a sua maior cidade.
O condado possui uma área de 1 609 km² (dos quais 31 km² estão cobertos por água), uma população de 30 373 habitantes, e uma densidade populacional de 19 hab/km² (segundo o censo nacional de 2000).
O condado foi fundado em 1836.